# سیکیوتای
سیکیوتای (به ژاپنی: 靖共隊 せいきょうたい)، سازمانی که بخشی از ارتش سابق شوگون‌سالاری بود که در پایان دوره ادو تأسیس شد.

## زمینه
سلف این گروه، روشیگومی بود، گروهی از سامورایی‌های بدون ارباب که توسط شوگون‌سالاری در سال ۱۸۶۲ به پیشنهاد کیوکاوا هاچیرو، برای محافظت از چهاردهمین شوگون توکوگاوا ایه‌موچی که به کیوتو می‌رفت، گرد هم آمدند. سال بعد، روشیگومی به کیوتو رفت، اما در نهایت از هم جدا شدند و بخشی که در کیوتو باقی ماند، تحت سرپرستی ماتسودایرا کاتاموری، محافظ کیوتو، با نام جدید شینسنگومی تشکیل شد. پس از پاکسازی گروه سریزاوا و دیگران، این گروه تحت رهبری مدیر کوندو ایسامی و معاون مدیر هیجیکاتا توشیزو در کیوتو مستقر شدند و شینسنگومی نیروی شبه‌پلیسی بود که عمدتاً برای حفظ نظم عمومی در کیوتو فعالیت می‌کرد.
حادثه‌ای که آنها را مشهور کرد، حادثه ایکِدایا بود. گفته می‌شود که در این حادثه سامورایی‌های رادیکال بدون ارباب نقشه می‌کشیدند تا پایتخت یعنی کیوتو را به آتش بکشند و از این آشفتگی برای ربودن امپراتور به قلمرو چوشو استفاده کنند. کوندو و افرادش که متوجه این موضوع شدند، به ایکِدایا حمله کردند، هفت نفر را کشتند و ۲۳ نفر را اسیر کردند.
در سال ۱۸۶۸، آنها در نبرد توبا-فوشیمی همراه با ارتش شوگون‌سالاری جنگیدند، اما شکست خوردند. پس از فرار به ادو، در جاهای مختلف جنگیدند و در آوریل همان سال، کوندو در محوطه اعدام ایتاباشی گردن زده شد و هیجیکاتا در سال ۱۸۶۹ در حومه گوریوکاکو در هاکوداته در نبرد کشته شد.

## تشکیل
در مارس ۱۸۶۸ (کیئو ۴)، شینسنگومی نام خود را به کویو چینبوتای تغییر داد و در نبرد کوشو کاتسونوما شرکت کرد، اما ظرف دو ساعت نبرد توسط ارتش امپراتوری توساندو، فرمانده پیشتاز (نیروی اصلی، جینشوتای قلمرو توسا بود) به رهبری ایتاگاکی تایسوکه شکست خورد و عقب‌نشینی کرد. پس از بازگشت به ادو، ناگاکورا شینپاچی، سانئوسوکه هارادا و چند نفر دیگر پیشنهاد دادند که برای جنگ به قلمرو آیزو بروند، اما کوندو ایسامی، رئیس دفتر که از زمان تشکیل اتحاد رفیق آنها بود، گفت: «من نمی‌توانم به چنین پیشنهاد خصوصی بپیوندم. با این حال، اگر شما استخدام من شوید و برای من کار کنید، موافقت خواهم کرد.» این اظهار نظر همه را خشمگین کرد. ناگاکورا خشمگین شد و گفت: «سامورایی‌ها به دو ارباب خدمت نمی‌کنند و اگرچه ما با هم متحد خواهیم شد، اما رعیت نخواهیم شد» و همه از کوندو دست کشیدند و شینسنگومی (کویو چینبوتای) را ترک کردند.
کمی بعد، ناگاکورا و هارادا گروه «سیکیوتای» را با هاگا یوشیمیچی (سامورایی سابق و رئیس دوجو در فویوکی بنتن، فوکاگاوا) به عنوان فرمانده و آن دو نفر به عنوان معاون فرمانده تشکیل دادند. از شینسنگومی، یادا کنوسوکه، هایاشی شینتارو، مائونو گورو، ناکاجو تسونهاچیرو و ماتسوموتو کیجیرو نیز شینسنگومی را ترک کرده و به آنها پیوستند و گفته می‌شود حدود ۵۰ نفر از فراریان و سامورایی‌ها از حوزه‌های مختلف و همچنین حدود ۵۰ نفر از پیاده‌نظام شوگون‌سالاری نیز به این گروه «سیکیوتای» پیوستند.